# Henryk Kobierowski
Henryk Kobierowski (ur. 8 marca 1945 w Osieku) – polski historyk i dyplomata; ambasador RP w Kolumbii.

## Życiorys
Absolwent Wydziału Historii Uniwersytetu Warszawskiego. W latach 1967–1979 urzędnik Ministerstwa Szkolnictwa Wyższego i Techniki. Od 1979 w służbie dyplomatycznej. Pracował na placówkach w Lizbonie (1980–1985), Madrycie (1988–1991), Panamie (1995–2000, m.in. jako chargé d’affaires). Ambasador RP w Kolumbii (2002–2008). Dyrektor Protokołu Dyplomatycznego MSZ (1991–1994).
W latach 1975–1990 funkcjonariusz Służby Bezpieczeństwa, gdzie doszedł do stopnia podpułkownika.
Opublikował m.in. przewodnik dla polskich biznesmenów po krajach Ameryki Środkowej.